# أرنولول
الأرنولول (بالإنجليزية: Arnolol) هو محصر بيتا.